# Carl Kilpatrick
Carl Dwayne Kilpatrick (Bastrop, 16 maggio 1956) è un ex cestista statunitense, professionista nella NBA e in Finlandia.

## Carriera
Venne selezionato dai New Orleans Jazz all'ottavo giro del Draft NBA 1978 (158ª scelta assoluta).